# کارولین کاستور
کارولین کاستور (انگلیسی: Caroline Kastor؛ زادهٔ ۱۲ اکتبر ۱۹۹۱) بازیکن فوتبال اهل ایالات متحده آمریکا است.
از باشگاه‌هایی که در آن بازی کرده‌است می‌توان به اف سی کانزاس سیتی اشاره کرد.